# Grangeville
Grangeville es un lugar designado por el censo ubicado en el condado de Kings en el estado estadounidense de California. En el año 2010 tenía una población de 469 habitantes.

## Geografía
Grangeville se encuentra ubicado en las coordenadas 36°20′33″N 119°42′27″O / 36.34250, -119.70750.